# Curtis Institute of Music

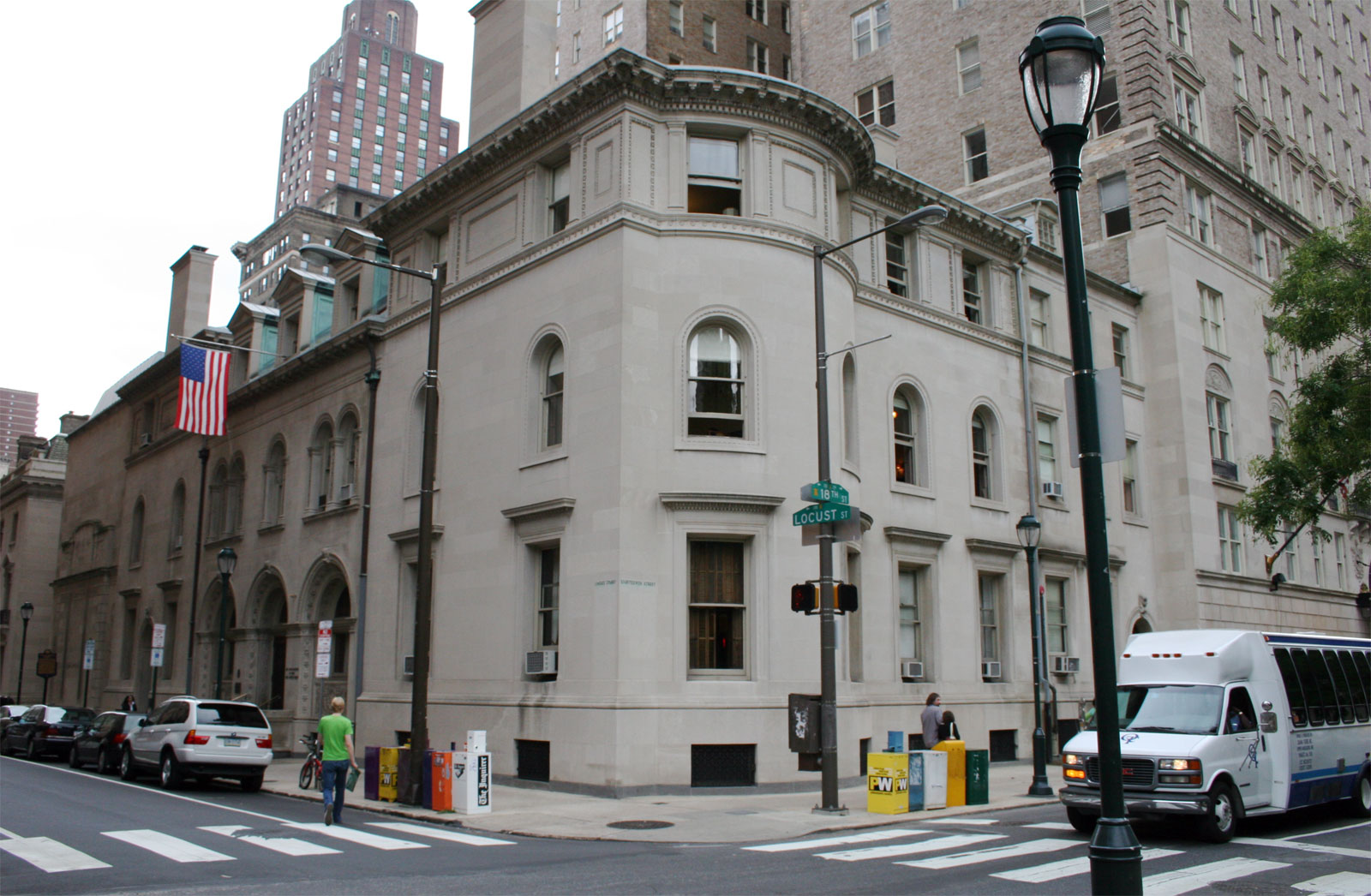
Curtis Institute of Music w Filadelfii

Curtis Institute of Music – uczelnia muzyczna w Filadelfii założona w 1924 r. przez Mary Louise Curtis Bok, córkę amerykańskiego wydawcy prasowego Cyrusa Hermanna Kotzschmara Curtisa (1850–1933), i nazwana przez nią imieniem jej ojca. W 1928 pianista Józef Hofmann wsparł tę instytucję finansowo.
W 1929 r. do grona pedagogów dołączyli skrzypkowie z Petersburga: Leopold Auer i Efrem Zimbalist.
8 marca 1929 zadebiutowała w Carnegie Hall w Nowym Jorku „Curtis Orchestra”, pod dyrekcją Artura Rodzińskiego. Orkiestra przerwała swoją działalność w latach 1942–1947, gdyż wielu jej uczestników zostało powołanych do wojska.
W 1933 r. powstał „Curtis String Quartet” złożony z wykształconych w Ameryce solistów.
W 1943 r. grono pedagogiczne zasilili pianista Mieczysław Horszowski, skrzypkowie Ivan Galamian i William Primrose oraz wiolonczelista Grigorij Piatigorski.
Curtis Institute of Music jednocześnie kształci 150–170 studentów, głównie muzyków orkiestrowych, w tym dla Orkiestry Filadelfijskiej. Nowo przyjmowanym studentom stawia bardzo wysokie wymagania.

## Kierownicy artystyczni
- Johann Grolle, 1924–1925
- William E. Walter, 1925–1927
- Józef Hofmann, 1927–1938
- Randall Thompson, 1939–1941
- Efrem Zimbalist, 1941–1968
- Rudolf Serkin, 1968–1976
- John de Lancie, 1977–1985
- Gary Graffman, 1986–2006
- Roberto Díaz, od 2006

## Absolwenci
- Samuel Barber, kompozytor
- Leonard Bernstein, kompozytor i dyrygent
- Jorge Bolet, pianista
- Shura Cherkassky, pianista
- Juan Diego Flórez, tenor
- Lukas Foss, kompozytor, pianista, dyrygent
- Felix Hell, organista
- Eugene Istomin, pianista
- Lang Lang, pianista
- Ruth Laredo, pianistka
- Gian Carlo Menotti, kompozytor
- Nino Rota, kompozytor
- Peter Serkin, pianista